# Veterum sapientia
Veterum Sapientia é uma Constituição Apostólica escrita pelo Papa João XXIII em 1962 sobre o significado do latim e outras línguas não vernáculas para a Igreja Católica e no sacerdócio.  